# Pod Šibeničním kopcem
Pod Šibeničním kopcem je přírodní památka poblíž obce Horní Dunajovice v okrese Znojmo v nadmořské výšce 250–280 metrů. Důvodem ochrany je unikátní společenstvo Melicetum ciliate vytvořené na podkladu krystalických vápenců. Vzhledem k naprosté převaze silikátových hornin na jihovýchodním okraji Českého masivu je flóra a vegetace této lokality v širším regionu výjimečná. Z významných druhů rostlin zde najdeme např. strdivku brvitou (Melica ciliata), oman oko Kristovo (Inula oculus-christi), rýt žlutý (Reseda lutea), len tenkolistý (Linum tenuifolium).

## Galerie

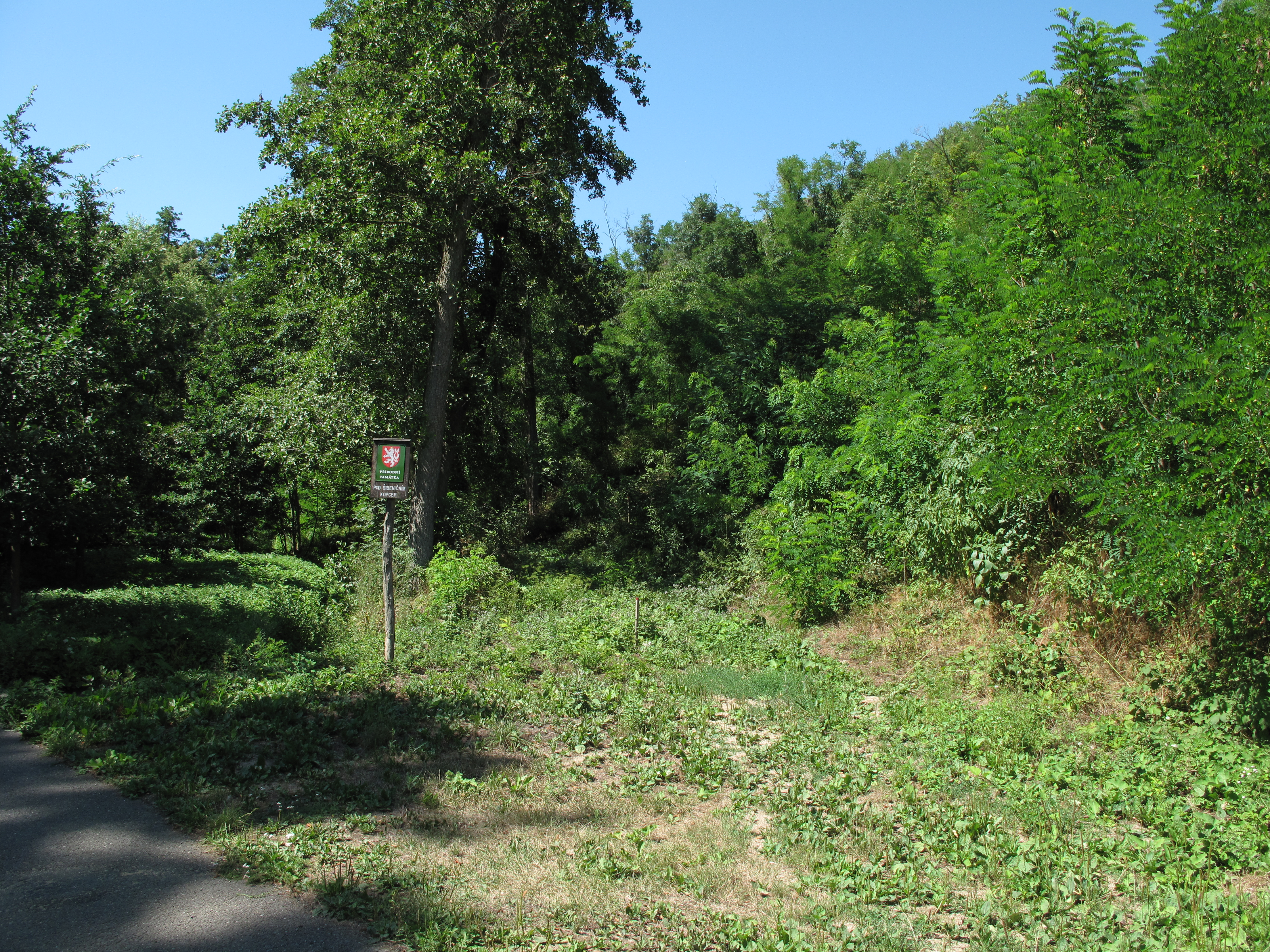
Vstup do památky
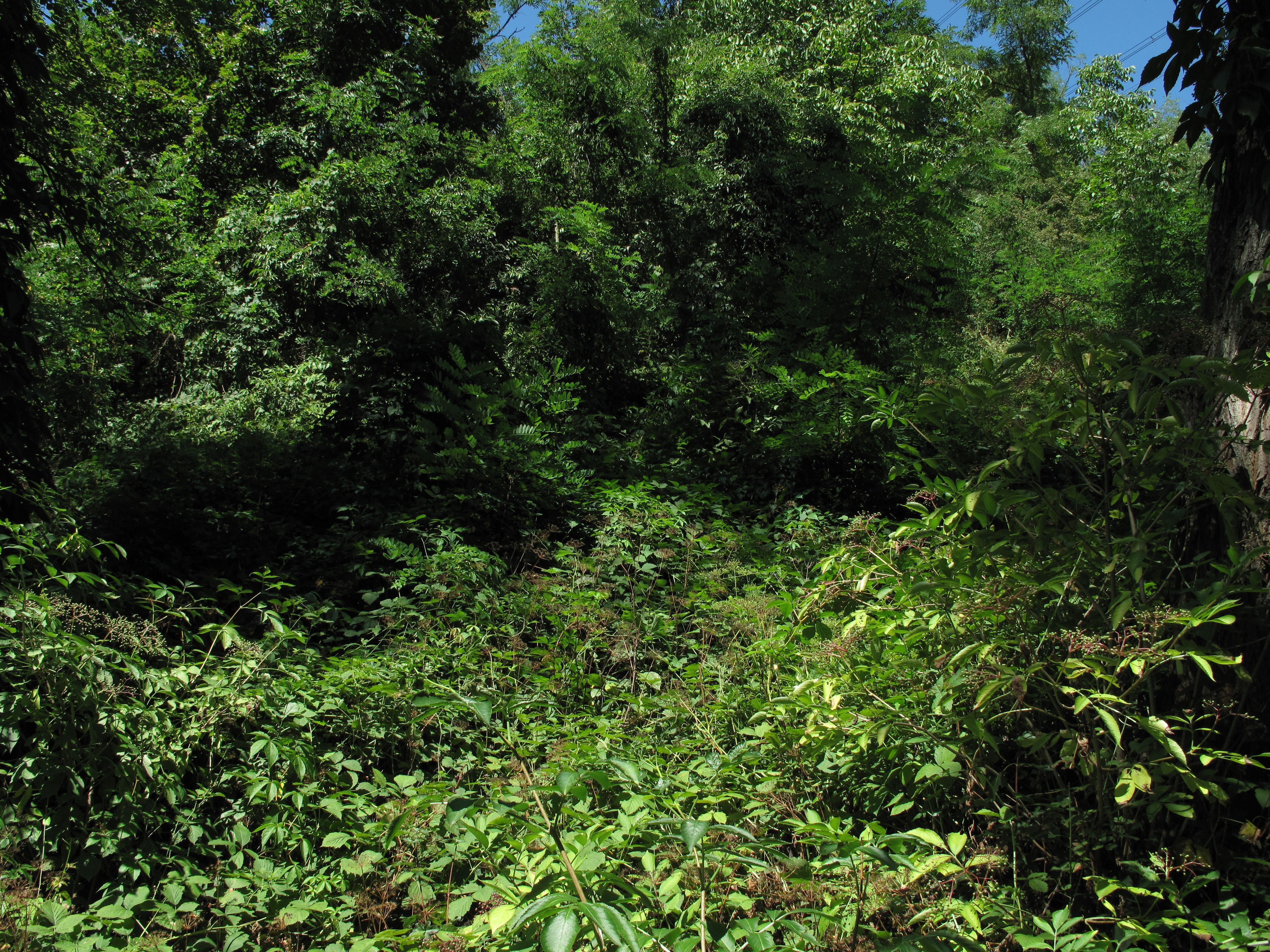
Neprostupný porost
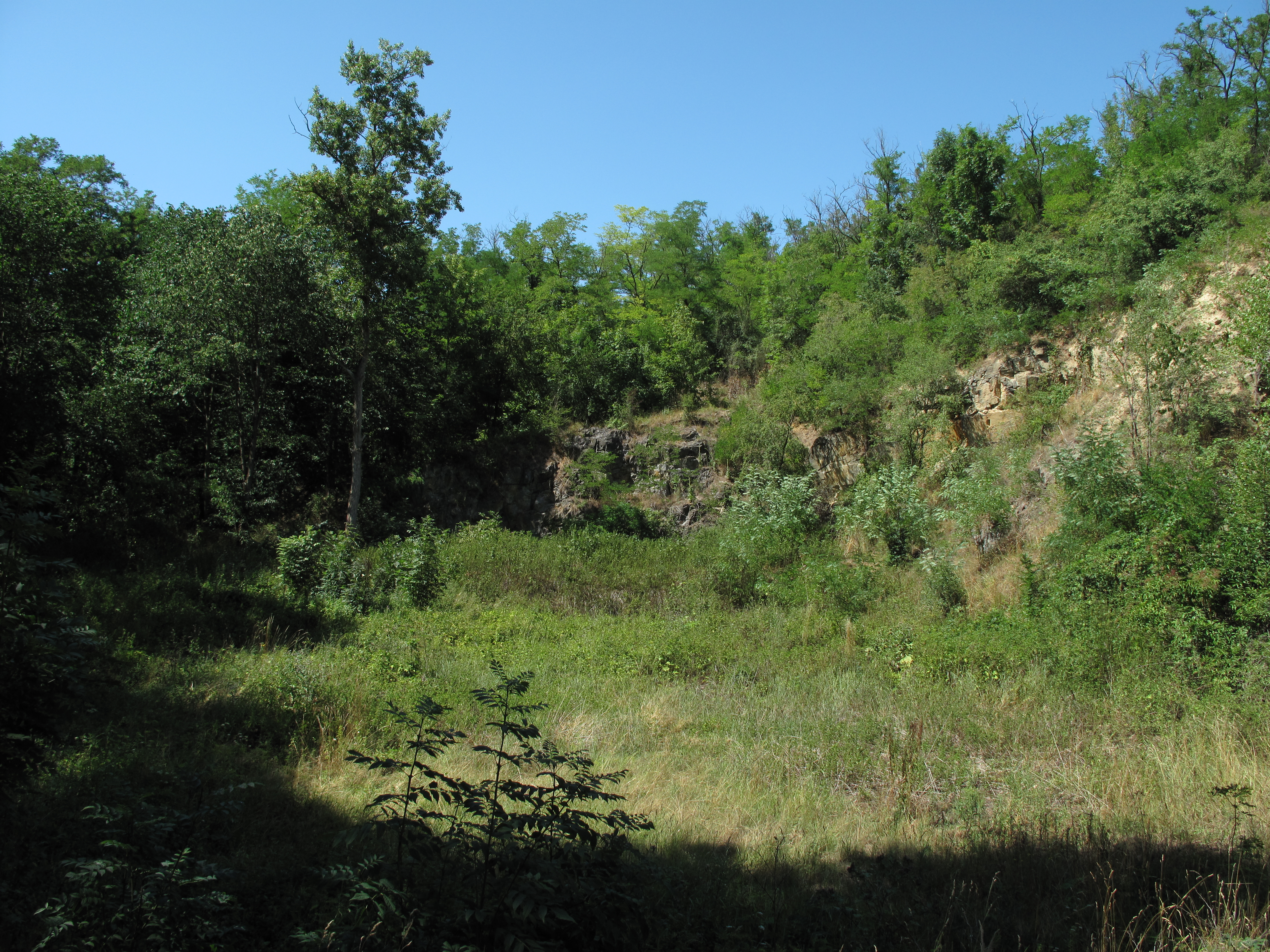
Část bývalého lomu
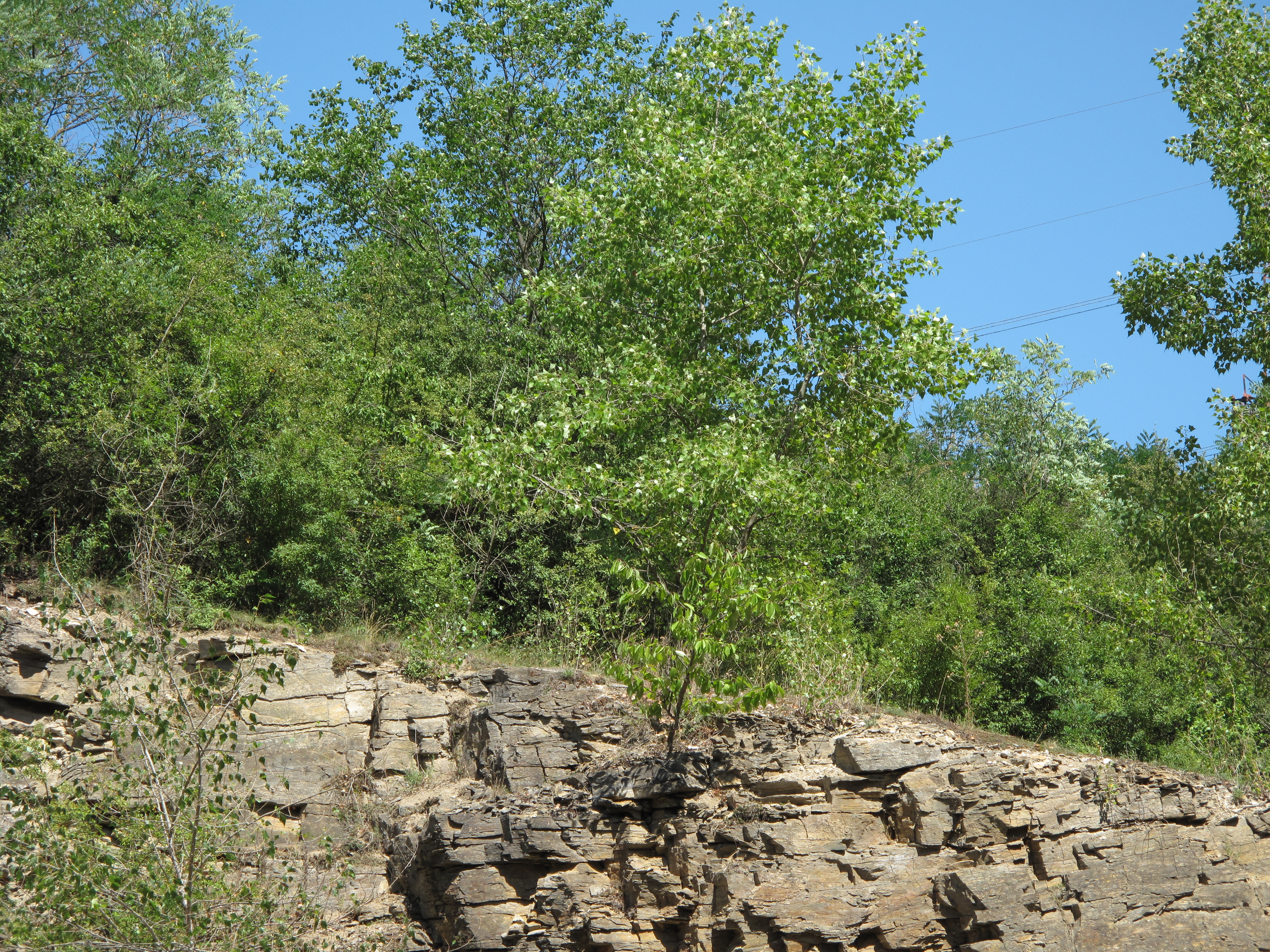
Vrcholový porost lomu
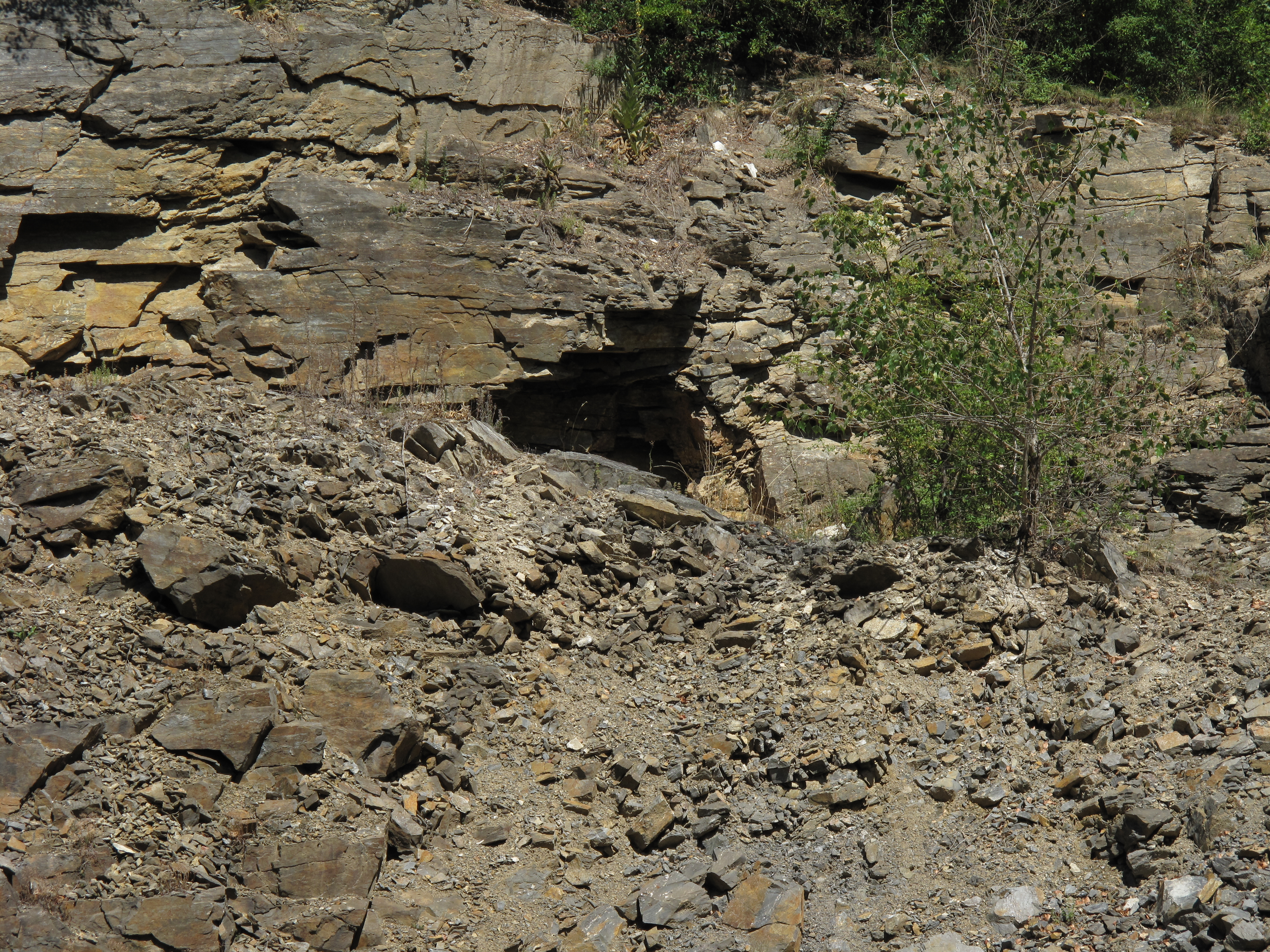
Lámající se skála